# Первопоселенец (памятник)
Скульптурная композиция «Первопоселе́нец» (памятник Первопоселенцу) — памятник в г. Пензе, посвящённый основателям и первым жителям этого города. Монумент символизирует два начала в судьбе первопоселенцев Пензы во второй половине XVII века — оборону юго-восточных границ Русского государства от набегов степных кочевников и крестьянский труд. 
Является одним из наиболее известных и узнаваемых символов города, часто изображается на местной сувенирной и тематической продукции. В 2012 году, по итогам социологического опроса, посвященного 350-летию Пензы, 44% жителей города назвали памятник Первопоселенцу «визитной карточкой» города.
Установлен в исторической части города, напротив остатков оборонительного вала городской крепости XVII века (Пенза была основана в 1663 году как город-крепость на засечной черте).
Открыт 8 сентября 1980 года в память 600-летия Куликовской битвы.
Является объектом культурного наследия регионального значения (1983).
Автор монумента — скульптор Валентин Григорьевич Козенюк (1938—1997). Архитектор — Ю. В. Комаров.
Инициатор создания монумента — Георг Васильевич Мясников (1926—1996), второй секретарь Пензенского обкома КПСС в 1961—1964 и 1965—1986 гг.

## Описание памятника
Скульптурная бронзовая композиция состоит из фигуры мужчины — первопоселенца и его коня.

Звонница с мортирой на месте крепостной башни

Первопоселенец одновременно является воином и крестьянином-землепашцем. В правой руке он держит копьё, а ладонью левой руки касается плуга.
Позади первопоселенца находится фигура коня, который мог использоваться как в землепашестве, так и в военном деле.
У подножия скульптуры, на постаменте памятника начертана надпись, посвященная основанию Пензы:

«ЛЕТА 7171 — 1663 — НА РЕКЕ ПЕНЗЕ ВЕЛЕНО ГОРОД СТРОИТЬ»

Напротив памятника, на остатках оборонительного земляного вала крепости, частично восстановлен крепостной частокол. Перед частоколом, на месте, где в XVII веке находилась угловая башня крепости, установлена символическая деревянная звонница с чугунной мортирой. У подножия звонницы, под мортирой установлена мемориальная доска с надписью:

ОБОРОНИТЕЛЬНЫЙ
ВАЛ
ГОРОДА ПЕНЗЫ
СООРУЖЕН В 1663 Г.

Памятник «Первопоселенец», звонница с мортирой и остатки земляного оборонительного вала с частоколом образуют единый мемориальный комплекс.
За памятником расположена смотровая площадка, с которой открывается вид на восточную и юго-восточную часть города, долину реки Суры. Смотровая площадка обнесена чугунной оградой, которая украшена изображениями исторического герба Пензы с тремя снопами (этот герб появился у города в 1781 году и вновь был утверждён в 2001 году).

## История создания памятника

### Появление идеи
Инициатива увековечения основателей и первых жителей города Пензы принадлежит советскому государственному и общественному деятелю Георгу Мясникову, который в 1961—1964 и 1965—1986 гг. был вторым секретарём Пензенского обкома КПСС.
23 ноября 1977 года Мясников встречался в Пензе с архитектором из Ленинграда, который привёз ему фотографию эскиза скульптурной группы «Вольга и Микула». Автором эскиза был ленинградский скульптор Валентин Козенюк. После рассмотрения проекта у второго секретаря Пензенского обкома КПСС, по его словам, «родилась интересная идея: выкинуть сказочного „Льва-Вольгу“, а оставшееся — крестьянин с копьём в правой руке и сохой в левом и конём — превратить в памятник первопоселенцам Пензы, бывшим и воинами, и пахарями». Изменённый проект эскиза скульптурной группы Козенюку предложили перевести в пластический материал. На следующий день скульптор позвонил Мясникову и обсудил с ним проект будущего памятника.

### Работа над созданием
Работа над созданием памятника велась Валентином Козенюком с конца 1977 до начала 1980 года. Под новый год, 30 декабря 1979 года он позвонил Мясникову в Пензу и сообщил, что работа над монументом близка к завершению. На страницах дневника Мясников выразил надежду: «Хочется, чтобы получилось хорошо. Гениальная идея — открыть этот памятник 8 сентября 1980 г., в день 600-летия Куликовской битвы. Было бы здорово!». Этой идее было суждено осуществиться.
После новогодних праздников, в январе 1980 года Валентин Козенюк прибыл в Пензу и на литейно-арматурном заводе объединения «Пензтяжпромарматура» (в то время руководил заводом Неврюзин Монер Абдрахманович) началась подготовка отливки памятника. 7 января завод посетил Мясников. Уже в самом начале изготовления скульптурной группы, статуя первопоселенца и фигура коня поразили своей монументальностью, «потрясающей символикой и самодавлеющим звучанием», «хорошей пластикой единством, продуманной композицией». «Есть прелесть в создании Козенюка», — записал в этот день в дневнике Георг Мясников после визита на завод. Хорошей идеей, по его мнению, стало наличие у первопоселенца и плуга, и копья, как двух начал в судьбе жителей Пензы XVII века — обороны границ и крестьянского труда. Интересной природой для городской скульптуры Мясников счёл и наличие фигуры коня. Дело в том, что в Пензе никогда до этого не было конных памятников. Их не появилось в городе и после. Данная скульптурная композиция осталась единственной и уникальной в своём роде.
21 февраля 1980 года в Пензу из Ленинграда прибыл мастер по отливке фигур из бронзы. Он сообщил, что на литьё данной скульптурной композиции понадобится 2-3 месяца. «Дело сложное, но отступать теперь некуда», — записал в этот день в своём дневнике Мясников.

### Выбор места установки
Первоначально, ещё в ноябре 1977 года, Мясников планировал установить памятник на земляной горе у кафе «Засека», которое расположено в красивом месте в лесном массиве на окраине города. Но, после того, как началась подготовка отливки скульптурной группы и она произвела большое впечатление своей мощью и монументальностью, Мясников решил, что «такую фигуру жалко ставить у „Засеки“ [то есть на окраине города], куда она предназначалась. Там почти всё решено, а скульптура станет придатком кафе, его оформлением».
7 января 1980 года Мясников повёз скульптора выбирать новое место для установки памятника в современный центр и, одновременно, историческую часть Пензы — к месту, где некогда располагался крепостной вал и деревянная городская крепость. Сохранившиеся остатки пензенского крепостного вала XVII века представляют собой значительную рельефную возвышенность, с которой открывается обширный панорамный вид на новые районы современного города. Кроме того, эта территория являлась и является центром современной Пензы. В ходе осмотра исторического вала, Мясников выбрал для установки памятника территорию рядом со зданием бывшего Пензенского дворянского собрания (ныне там располагается Законодательное Собрание Пензенской области, а в те годы базировался Дом пионеров). «Место отличное», — записал в дневнике второй секретарь обкома, — и подчеркнул, что памятник «хорошо будет смотреться силуэтом на фоне неба и далёких лесных просторов». Территория для установки памятника была найдена.

### Реконструкция местности
После определения места установки памятника, Мясников сразу серьёзно задумался о том, что «придётся перестраивать всю округу, решать большую градостроительную задачу с валом старой крепости». Вал, в те годы, ещё не был как-либо обозначен. Он просто представлял собой рельефную возвышенность. Также, второй секретарь обкома решил построить со временем лестницу к памятнику, которая спускалась бы к нему с Советской площади (бывшей Соборной).
Уже на следующий день, 8 января, Мясников вызвал председателя Пензенского горисполкома Александра Щербакова для обсуждения планов реконструкции исторической части города, на территории которой было запланировано установить памятник. Второй секретарь обкома сформулировал руководителю города свой общий замысел — «преобразить верх улицы Кирова: восстановить вал и фрагмент крепостной стены, обозначить символом в виде набатной башни с колоколом и подлинной пушкой крепость Пензу, а напротив, на самом обрыве, создать сквер и установить памятник Первопоселенцу Пензы. Сделать это всё к 8 сентября, дню 600-летия Куликовской битвы». Щербаков поддержал идею. Главный архитектор г. Пензы Роман Попрядухин также «загорелся» новым проектом.
25 января 1980 года Мясников рассмотрел подготовленные исполнителями проекты и предложения по реконструкции будущей территории памятника. Ленинградский архитектор Ю. В. Комаров разработал проект оформления площадки под памятник. Монумент должен был размещаться на краю бровки. Основание памятника, согласно проекту, должен был составить небольшой рукотворный курган высотой 2 метра, на вершине которого расположилось бы мраморное основание, а на нём — сама скульптура. Также планировалось создание полноценной смотровой площадки позади памятника. Площадка обносилась металлическим ограждением в каждый фрагмент которого должны были быть вмонтированы одинаковые изображения исторического герба города, отлитые из чугуна. Территорию вокруг памятника планировалось выложить брусчаткой. Азарий Маматкадзе подготовил проекты реконструкции крепостного вала. Была отклонена его идея создания лестницы и стел на вершине вала. Было решено создать у подножия вала, рядом с тротуаром, «набатную башню с настоящим колоколом». А у башни установить настоящую пушку той эпохи, отлитую из чугуна и мемориальную плиту с текстом о сооружении города-крепости Пенза в 1663 году.
В феврале Пензенским Краеведческим музеем была предложена пушка и колокол для будущей башни. «Пушка хоть и той эпохи, но символом быть не может — жидковата. Колокол с церкви села Симбухово хорош. Он даст образ. Можно подумать об электрическом звоне», — упомянул Георг Васильевич в дневнике 27 февраля.
27 февраля 1980 года Мясников посетил площадку, на которой должен был располагаться будущий сквер с памятником и дал поручения о вырубке части деревьев, сносе старых сараев и забора у дома почтмейстера (будущего Музея одной картины), подсыпке крепостного вала.
«Может, и не до конца, но эту часть города, самую древнюю, мы преобразим», — заметил в дневнике второй секретарь обкома после планёрки, посвящённой реконструкции территории будущего памятника 4 июля 1980 года.

### Проблемы с созданием памятника
Создание в советское время памятника русскому воину-землепашцу XVII века имело определённые проблемы и могло привести к нежелательным последствиям. Традиционные советские монументы — это памятники участникам Октябрьской революции 1917 года, В. И. Ленину, другим крупным советским политикам и мемориалы, посвященные советским солдатам и офицерам, погибшим в годы Великой Отечественной войны. Установка памятников дореволюционным героям не запрещалась, но и не приветствовалась. 23 апреля 1980 года Мясников упоминает в дневнике: «Могут прихватить с этим памятником: русофильство». Подобное развитие событий в те годы нельзя было исключать. 10 июля 1980 года после беседы со скульптором Козенюком Мясников вновь замечает в дневнике: «верит (Козенюк), что „Первопоселенец“ получится, но есть страх, что за него нас разделают».
Другой проблемой явилось время создания памятника — 1980 год — год Летних Олимпийских игр в Москве. Советом министров СССР в период подготовки к играм было запрещено строить дома культуры и открывать мемориалы в регионах, так как все финансовые ресурсы были брошены на проведение игр. Создание памятника являлось нарушением этой директивы и могло привести инициаторов к серьёзным административным проблемам вплоть до увольнения с работы и исключения из партии. В связи с этим, журналисты «Пензенской правды», упоминавшие об этих событиях в 2009 году, справедливо подчеркивали, что Мясников и его коллеги «сильно рисковали», создавая этот памятник.
25 февраля 1980 года, в ходе обустройства площадки под памятник, Мясников упомянул в дневнике об идее сноса Дома почтмейстера, располагающегося рядом с памятником по улице Кирова, 11 («Жалко, но надо посмотреть ради площадки»). Вскоре от этой идеи благополучно отказались, ограничившись сносом забора. Именно в этом уцелевшем тогда от сноса доме почтмейстера через три года был открыт созданный по инициативе Мясникова единственный в мире Музей одной картины, впоследствии названный его именем.

### Видео
- Памятник «Первопоселенец»
- Памятник «Первопоселенец» в видеоролике «Культурное наследие Пензенского края»